# القوإبل (القفر)

تعديل مصدري - تعديل

القوابل محلة تابعة لقرية بني جربان، التابعة لعزلة بني سيف السافل بمديرية القفر إحدى مديريات محافظة إب في الجمهورية اليمنية، بلغ تعداد سكانها 192 حسب تعداد اليمن لعام 2004.